# La Isla Bonita
La Isla Bonita (hiszp. Piękna wyspa) – piąty singel promujący album Madonny pt. True Blue. 
Piosenka odniosła bardzo duży sukces na całym świecie, do dzisiaj jest jedną z najchętniej emitowanych przez stacje radiowe piosenek Madonny. Utwór jest pierwszym, w którym Madonna wykorzystała latynoskie motywy. Kompozycja napisana przez Patricka Leonarda i Bruce'a Gaitscha pierwotnie została przedstawiona Michaelowi Jacksonowi i miała ukazać się na jego albumie Bad. Została jednak odrzucona, a Patrick Leonard zaprezentował ją Madonnie w trakcie pracy nad albumem True Blue. Piosenka była później wykonywana przez wielu artystów, m.in. przez francuską piosenkarkę Alizée (wydana jako dodatkowa ścieżka meksykańskiej wersji albumu Psychédélices) czy heavymetalowy zespół System of a Down (kilkusekundowy fragment).

## Teledysk
Wideoklip do utworu został nagrany w Los Angeles i wyreżyserowany przez Mary Lambert. Teledysk przedstawia dwa różne wcielenia Madonny. W jednym z nich piosenkarka jest przedstawiona jako tancerka flamenco. W drugim wcieleniu Madonna ma krótko obcięte włosy, spogląda przez okno na Latynosów bawiących się na ulicy oraz modli się. W końcowej scenie teledysku piosenkarka schodzi na ulicę ubrana w czerwoną suknię i tańcząc odchodzi.

## Listy sprzedaży
| Kraj              | Najwyższa pozycja | Sprzedaż |
| ----------------- | ----------------- | -------- |
| Australia         | 6                 | 30 000   |
| Austria           | 1                 | -        |
| Brazylia          | 1                 | -        |
| Europa            | 1                 | -        |
| Francja           | 1                 | 800 000  |
| Hiszpania         | 8                 | -        |
| Japonia           | 5                 | 185 000  |
| Kanada            | 1                 | 45 000   |
| Niemcy            | 1                 | 600 000  |
| Norwegia          | 5                 | -        |
| Stany Zjednoczone | 4                 | 375 000  |
| Szwajcaria        | 1                 | -        |
| Szwecja           | 3                 | -        |
| Wielka Brytania   | 1                 | 400 000  |
| Włochy            | 18                | 100 000  |

## Klasyfikacja
| Państwo                             | Pozycja |
| ----------------------------------- | ------- |
| Mexico Top 100 Singles Chart        | 16      |
| Mexican Top 100 Digital Sales Chart | 21      |
| Mexican Top 100 Airplay             | 6       |